# Eodorcadion kaznakovi
Eodorcadion kaznakovi es una especie de escarabajo longicornio perteneciente al género Eodorcadion, categorizada en la tribu Dorcadionini, de la subfamilia Lamiinae. Fue descrita por Suvorov en 1912.
El período de actividad en los ejemplares adultos se presenta en los meses de junio, julio y septiembre.

## Descripción
Mide 12-19,5 mm de longitud.

## Distribución
Se distribuye por Asia: en China.